# Hotel di ghiaccio
Un hotel di ghiaccio è una struttura alberghiera provvisoria costruita con blocchi di ghiaccio. Essi hanno caratteristiche particolari, hanno una temperatura interna costante compresa tra i -3° e i -8° gradi e solitamente attraggono una clientela interessata a novità e ambienti insoliti. Un hotel di ghiaccio ospita al massimo cento persone.
Il fenomeno degli hotel di ghiaccio è diffuso specialmente nei paesi della Scandinavia, tuttavia sono presenti anche in altre nazioni del mondo come Canada, Romania, Giappone, Irlanda, Germania, e al Polo Nord.

## Storia

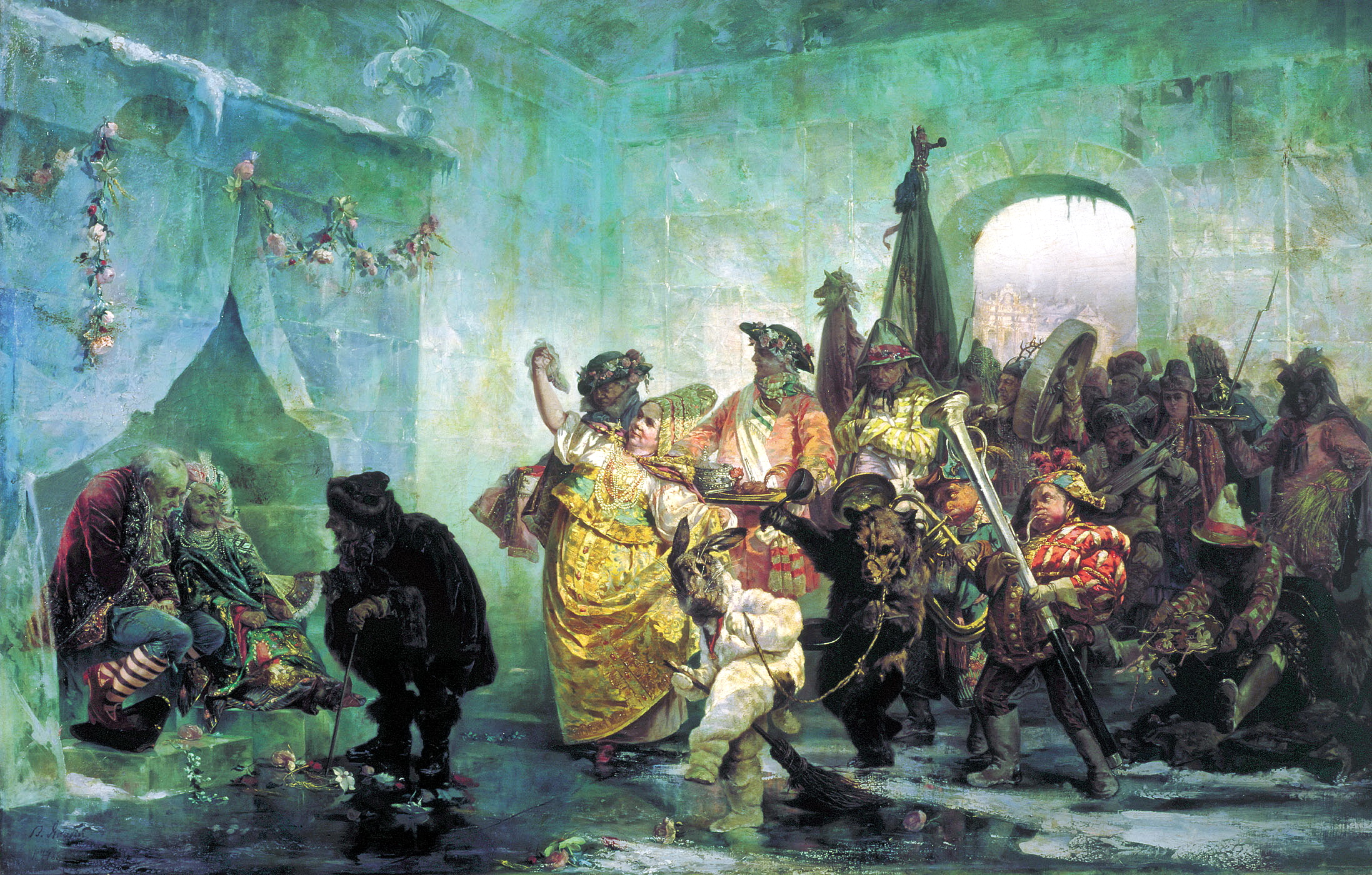
Un dipinto del 1878 di Valery Jacobi che raffigura il Palazzo di Ghiaccio

Storicamente le costruzioni di ghiaccio sono tipiche delle popolazioni Inuit dell'Alaska o del nord del Canada, utilizzate come abitazioni per sfuggire al clima estremamente rigido di quei luoghi.
Tuttavia anche in Europa vi fu un precedente storico. A San Pietroburgo, nel freddo inverno del 1739, l'imperatrice Anna I di Russia commissionò all'architetto Pëtr Michailovič Eropkin la costruzione del Palazzo di Ghiaccio, in occasione delle celebrazioni della vittoria sull'Impero ottomano.
In Svezia, nella primavera del 1990, sorse invece il primo hotel di ghiaccio del mondo. Fu frutto di una casualità, nata in seguito ad un'esposizione all'interno di un iglù dell'artista francese Jannot Derid; esso, realizzato nell'area suburbana di Kiruna, che dal 1989 ospita un festival di scultura di ghiaccio, fu utilizzato come luogo di pernottamento per alcuni visitatori che non trovarono posto negli alberghi della città.
Da allora il fenomeno degli hotel di ghiaccio si è diffuso nei paesi della Scandinavia e anche in altri paesi del mondo.

## Caratteristiche comuni
Tutte le strutture degli hotel di ghiaccio sono ricostruite di anno in anno e dipendono necessariamente dalle temperature che devono mantenersi costantemente rigide durante la loro costruzione e la loro attività.
Gli elementi architettonici e gli arredi sono realizzati interamente impiegando blocchi di ghiaccio; per la realizzazioni di pareti, pilastri o di strutture complesse i blocchi sono tenuti insieme grazie all'impiego dello snice, ovvero una sorta di amalgama di neve e ghiaccio che sostituisce la funzione della malta utilizzata nell'edilizia comune.
Nella maggior parte dei casi le strutture sono caratterizzate da grandi atri e spazi comuni arricchiti da sculture di ghiaccio e solitamente anche i menu in essi serviti sono appositamente creati per adattarsi alle condizioni climatiche rigide.

## Gli hotel di ghiaccio nel mondo

### Svezia

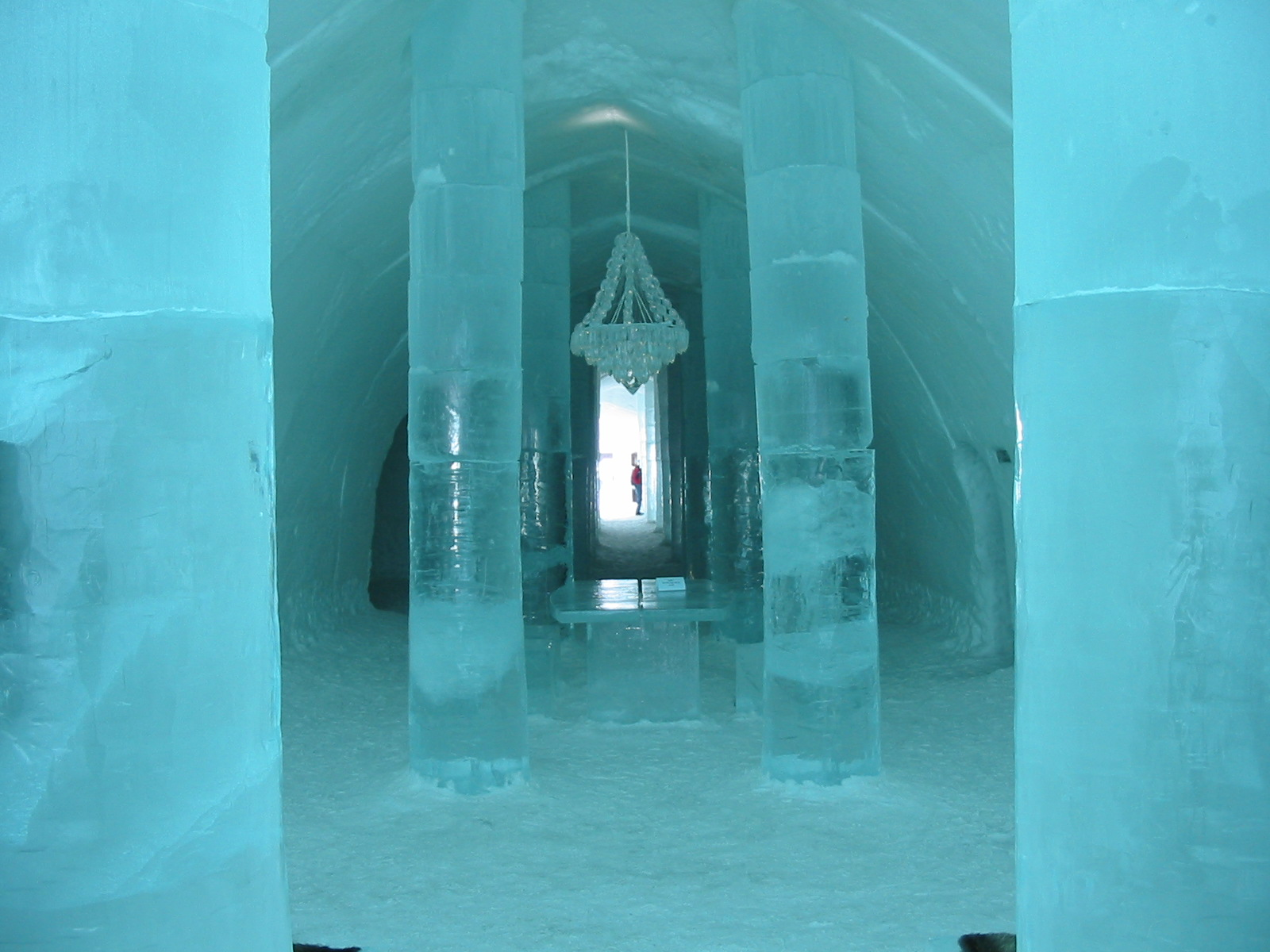
Gli interni dell'Icehotel di Jukkasjärvi

L'Icehotel di Jukkasjärvi è situato nell'omonima località 17 km a est di Kiruna, la città più settentrionale della Svezia. Costruito per la prima volta nel 1991, fu il primo hotel di ghiaccio del mondo ed è in funzione ogni anno da gennaio ad aprile.
L'intero hotel è realizzato con neve compattata e blocchi di ghiaccio prelevati dal fiume Torne. La struttura dispone anche di un magazzino che ospita circa 10.000 tonnellate di blocchi di ghiaccio prelevati dal fiume congelato. Essi vengono utilizzati per la creazione delle sculture, degli arredi e dei bicchieri del'Absolut Icebar.
Sul modello del primo Absolut Icebar di Jukkasjärvi è nato un franchising mondiale che da allora ne ha consentito l'apertura di altri a Stoccolma, Oslo, Londra.

### Canada

#### L'Hôtel de Glace
L'Hôtel de Glace fu aperto nel gennaio 2001. In origine era situato nei pressi della città di Lac-Saint-Joseph, distante all'incirca 30 minuti da Québec City. È in attività da inizio gennaio a fine marzo.

### Norvegia

#### Kirkenes Snow Hotel
Il Kirkenes Snow Hotel è situato nella città più orientale della Norvegia, molto vicino al confine tra Norvegia e Russia. L'hotel nacque nell'inverno 2006-2007, con 20 stanze e la hall di neve più grande del paese (8 metri d'altezza e 12 di diametro). Tutte le stanze erano decorate singolarmente da artisti del ghiaccio provenienti da Finlandia e Giappone. Nei pressi vi è un parco di renne e un allevamento di husky.

#### Ice Lodge
L'Ice Lodge è una delle più grandi costruzioni in neve in Norvegia, nonché parte dell'Hotel Bjorligard.
Questa struttura ha una durata superiore rispetto a gran parte degli hotel di ghiaccio grazie all'altitudine dove è situato, circa 1.250 metri s.l.m.

#### Sorrisniva Igloo Hotel
Il Sorrisniva Igloo Hotel di Alta viene ricostruito ogni anno dal 2000. È l'hotel di ghiaccio più settentrionale d'Europa, si trova nella regione del Finnmark e dista approssimativamente 250 km da Capo Nord.
La struttura ha una dimensione di circa 2.000 m², conta 30 stanze, tra cui 2 suite, è decorato con numerose sculture e arredi di ghiaccio, compresi sistemi di illuminazione che esaltano i diversi tipi della sua formazione cristallina.
Oltre alle camere, l'hotel dispone anche di una cappella, di una galleria e di un bar realizzati interamente in ghiaccio; nel bar cibo e bevande vengono serviti in piatti e bicchieri di ghiaccio. Tuttavia, il Sorrisniva Igloo Hotel è solito di anno in anno cambiare tema. Nel 2004 il tema dominante era l'epoca vichinga, nel 2005 le favole norvegesi e nel 2006 gli animali selvatici della zona.

### Romania

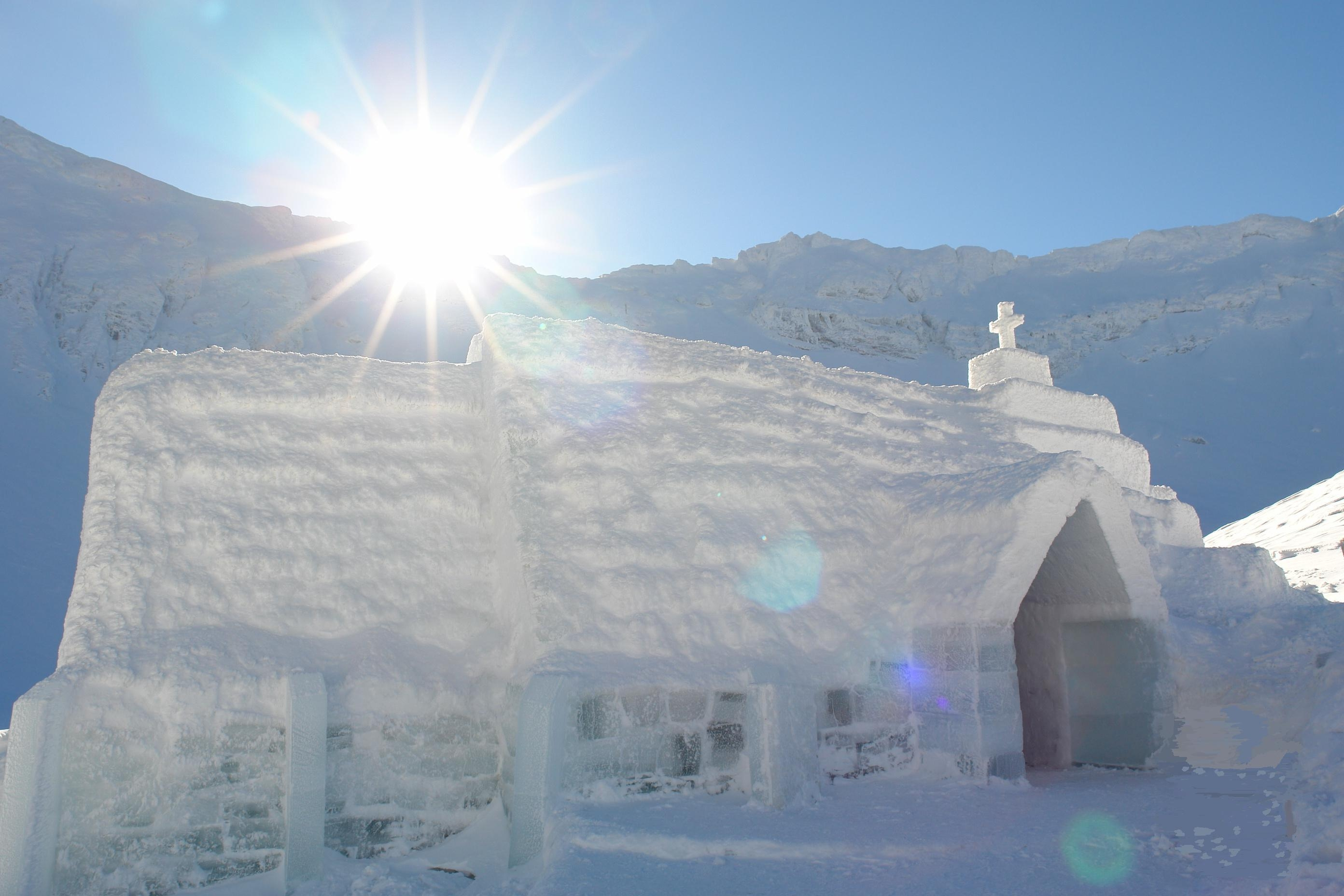
La chiesa di ghiaccio in Romania nel 2011

Nel 2006 fu costruito il primo hotel di ghiaccio in Europa orientale. Situato tra i Monti Făgăraș ad un'altezza di 2.034 metri, è in una posizione piuttosto isolata e pertanto l'hotel è accessibile in inverno soltanto tramite una funivia.
L'hotel sorge nei pressi del lago Bâlea, dove ogni anno gli artigiani locali aspettano che il lago congeli, prima di utilizzare il ghiaccio per costruire le 14 camere dell'albergo ed una piccola chiesa ad esso adiacente. La struttura è arricchita da sculture di artisti locali che imitano le opere dello scultore rumeno Constantin Brâncuși.
Generalmente, l'hotel è in attività da dicembre a fine aprile o, in annate eccezionali, metà maggio.
Nei pressi dell'albergo ci sono anche due chalet raggiungibili a piedi e anch'essi prevedono alloggio.
Nei dintorni sono praticabili svariate attività come lo sci, lo slittino, mentre per coloro che sono più organizzati ed avventurosi è possibile anche praticare l'eliscì.

### Finlandia

#### Lainio Snow Village
Lo Snow Village è situato nella Lapponia orientale, nei pressi del monte Ylläs e facilmente raggiungibile dall'aeroporto di Kittilä.
La costruzione annuale del villaggio ha inizio quando le temperature scendono sotto i -10 °C, quindi solitamente tra la fine di ottobre e l'inizio di novembre. Circa 1.500 tonnellate di neve e 300 tonnellate di ghiaccio naturale e cristallino vengono impiegate per la costruzione. I costruttori, specializzati nell'impiego di neve e ghiaccio come materiali edili, sviluppano costantemente nuovi utensili e strumenti per affinare le tecniche.
L'area del villaggio copre approssimativamente un'area pari a 20.000 m². Il design architettonico ed i temi della decorazione interna variano di anno in anno. I visitatori possono trovare anche un ristorante à la carte con tavoli di ghiaccio scolpito e bar, oltre a delle gallerie illuminate con sculture di ghiaccio.
Anche qui le camere sono realizzate di neve compatta e ghiaccio. A causa delle buone qualità isolanti della neve, la temperatura interna della struttura è sempre compresa tra -2 °C e -5 °C, indipendentemente dalla temperatura esterna.

#### Il Kemi Snowcastle
Il Kemi Snowcastle viene costruito annualmente a Kemi ed è sia una struttura turistica che un vero e proprio albergo.

#### L'Arctic Snow Hotel di Sinettä
L'Arctic Snow Hotel viene ricostruito ogni anno a Sinettä dal 2000 e conta all'incirca 30 stanze.

### Giappone

#### L'Alpha Resort Tomamu
L'Alpha Resort Tomamu è l'unico hotel di ghiaccio dell'Asia. È situato a Shimukappu, nell'isola di Hokkaidō, nel Giappone settentrionale. La sua struttura è caratterizzata da una cupola di 15 metri di larghezza, gli arredi sono realizzati completamente di ghiaccio e la temperatura è mantenuta costantemente tra i -3 e i -5 gradi centigradi.